# サンディ・ライアン
サンディ・ライアン（Sandy Ryan、1993年9月16日 - ）は、イングランドのプロボクサーである。ダービー出身。前WBO女子世界ウェルター級王者。

## 来歴
2014年にシニアデビューを果たし、世界選手権ライトウェルター級で銀メダル獲得。
2019年世界選手権にも出場するも、1回戦で敗退。
2021年、マッチルーム・ボクシングと契約しプロ転向。
2023年4月22日、マリー・ピア・ホールとWBO女子世界ウェルター級王座決定戦を行い、10回3-0（99-91、98-92、97-93）判定勝ちで王座獲得。
2023年9月23日、敵地アメリカのオーランドにてWBA・WBC王者ジェシカ・マッキャスキルと王座統一戦を行うが、1-1引き分けで王座統一に失敗するもWBO王座初防衛に成功。
2024年3月23日、シェフィールドにてWBA女子世界スーパーウェルター級王者テリー・ハーパーを迎えて2度目の防衛戦を行い、4回終了に相手の棄権で2度目の防衛に成功。
2024年9月27日、ニューヨーク・マディソン・スクエア・ガーデンのザ・シアターにて元WBO・IBF女子世界スーパーフェザー級統一王者ミカエラ・メイヤーを迎えての3度目の防衛戦を行うが、0-2判定で敗れアウェーで王座陥落となった。

## 戦績
- アマチュア：70戦 51勝 19敗
- プロ：10戦 7勝 3KO 2敗 1分

| 戦           | 日付           | 勝敗 | 時間    | 内容    | 対戦相手                   | 国籍           | 備考                                                 |
| ------------ | -------------- | ---- | ------- | ------- | -------------------------- | -------------- | ---------------------------------------------------- |
| 1            | 2021年7月31日  | ☆    | 6R      | 判定3-0 | カースティ・バビントン     | イギリス       | デビュー戦                                           |
| 2            | 2021年10月1日  | ☆    | 4R      | KO      | アレクサンドラ・ブヨビッチ | モンテネグロ   |                                                      |
| 3            | 2021年12月18日 | ☆    | 3R 1:11 | TKO     | マリア・カプリオロ         | アルゼンチン   |                                                      |
| 4            | 2022年3月12日  | ★    | 10R     | 判定1-2 | エリカ・ファリアス         | アルゼンチン   |                                                      |
| 5            | 2022年8月6日   | ☆    | 10R     | 判定3-0 | エリカ・ファリアス         | アルゼンチン   | WBC女子インターナショナルスーパーライト級王座獲得    |
| 6            | 2022年11月26日 | ☆    | 10R     | 判定3-0 | アナイ・サンチェス         | アルゼンチン   | WBC女子インターナショナル王座防衛1                   |
| 7            | 2023年4月22日  | ☆    | 10R     | 判定3-0 | マリー・ピア・ホール       | カナダ         | WBO女子世界ウェルター級王座獲得                      |
| 8            | 2023年9月23日  | △    | 10R     | 判定1-1 | ジェシカ・マッキャスキル   | アメリカ合衆国 | WBA・WBC・WBO女子世界ウェルター級王座統一戦 WBO防衛1 |
| 9            | 2024年3月23日  | ☆    | 4R終了  | TKO     | テリー・ハーパー           | イギリス       | WBO王座防衛2                                         |
| 10           | 2024年9月27日  | ★    | 10R     | 判定0-2 | ミカエラ・メイヤー         | アメリカ合衆国 | WBO王座陥落                                          |
| テンプレート |                |      |         |         |                            |                |                                                      |

## 獲得タイトル
アマチュア
- 2014年世界女子ボクシング選手権大会ライトウェルター級 銀メダル
- 2018年コモンウェルスゲームズ 優勝

プロ
- WBC女子インターナショナルスーパーライト級王座
- WBO女子世界ウェルター級王座